# Taba Chake
Taba Chake (* 24. Dezember 1993 in Doimukh) ist ein indischer Fingerstyle-Gitarrist und Singer-Songwriter.

## Leben
Chake wuchs in einem Dorf namens Rono in Papum Pare auf.
2016 veröffentlichte er seine erste EP, Bond with Nature. Sein Album Bombay Dreams mit 10 Tracks veröffentlichte er 2019.
Taba Chake lebt in Mumbai. 

## Diskografie

### Alben
- Bombay Dreams (2019)

### EPs
- Bond with Nature (2016)

### Singles
- Shaayad (2018)
- Blush (2020)
- Udd Chala (2023)